# To Hell with the Devil
To Hell with the Devil är ett studioalbum av Stryper, utgivet 1986. Skivans omslag och titel orsakade kontroverser, vilket ledde till att omslaget ändrades. Det första omslaget var en tecknad bild i superhjältestil. Bilden visade fyra långhåriga muskulösa änglar, som lånat drag av bandmedlemmarna, och som kastade ner djävulen i en brinnande håla. Den byttes ut mot en helsvart bakgrund med bandets logotyp och skivans titel. Skivan sålde platinum och är ett av de mest sålda albumen inom kristen hårdrock.

## Låtlista
Samtliga låtar är skrivna av Michael Sweet där intet annat anges.
1. "Abyss (To Hell with the Devil)" – 1:21
2. "To Hell with the Devil" (Michael Sweet, Robert Sweet) – 4:08
3. "Calling on You" – 3:59
4. "Free" (Michael Sweet, Robert Sweet) – 3:44
5. "Honestly" – 4:10
6. "The Way" (Oz Fox) – 3:37
7. "Sing-Along Song" – 4:21
8. "Holding On" – 4:16
9. "Rockin' the World" – 3:30
10. "All of Me" – 3:11
11. "More Than a Man" – 4:35

## Musiker
- Michael Sweet – sång, gitarr
- Robert Sweet – trummor
- Oz Fox – sologitarr, bakgrundssång
- Tim Gaines – basgitarr, bakgrundssång